# Cyclocephala atriceps
Cyclocephala atriceps är en skalbaggsart som beskrevs av Thomas Casey 1915. Cyclocephala atriceps ingår i släktet Cyclocephala och familjen Dynastidae. Inga underarter finns listade i Catalogue of Life.